# Anežka Drahotová
Anežka Drahotová, née le 22 juin 1995 à Rumburk est une sportive tchèque, spécialiste de la marche et du cyclisme sur route. Sa sœur jumelle, Eliška, pratiquement également les deux disciplines. Sur 20 km marche, elle remporte deux médailles aux championnats d'Europe : une en bronze en 2014 à Zurich, et une en argent en 2018 à Berlin. 

## Biographie
Après avoir remporté sur 10 000 m marche le titre européen juniors à Rieti, avec record national, elle est finaliste du 20 km marche le 13 août 2013 des championnats du monde à Moscou, en 1 h 29 min 05, record personnel.
Lors des championnats du monde de cyclisme sur route 2013 à Florence en Italie, elle devait prendre part au contre-la-montre junior, mais fut non-partante au dernier moment. Elle termine dix-neuvième de la course en ligne.

## Palmarès en athlétisme
| Date | Compétition                   | Lieu           | Résultat | Épreuve        | Performance     |
| ---- | ----------------------------- | -------------- | -------- | -------------- | --------------- |
| 2011 | Coupe d'Europe                | Olhão          | 7e       | 10 km marche   | 49 min 36 s     |
| 2011 | Coupe d'Europe                | Olhão          | 3e       | Par équipes    | 19 points       |
| 2011 | Championnats du monde cadets  | Lille          | 6e       | 5 000 m marche | 22 min 32 s 87  |
| 2012 | Championnats du monde juniors | Barcelone      | 6e       | 10 km marche   | 46 min 29 s 95  |
| 2013 | Coupe d'Europe                | Dudince        | 2e       | 10 km marche   | 46 min 29 s     |
| 2013 | Coupe d'Europe                | Dudince        | 2e       | Par équipes    | 9 points        |
| 2013 | Championnats d'Europe juniors | Rieti          | 1re      | 10 km marche   | 42 min 47 s 25  |
| 2013 | Championnats du monde         | Moscou         | 6e       | 20 km marche   | 1 h 29 min 05 s |
| 2014 | Coupe du monde                | Taicang        | 3e       | 10 km marche   | 43 min 40 s     |
| 2014 | Championnats du monde juniors | Eugene         | 1re      | 10 km marche   | 42 min 47 s 25  |
| 2014 | Championnats d'Europe         | Zurich         | 3e       | 20 km marche   | 1 h 28 min 08 s |
| 2015 | Coupe d'Europe                | Murcie         | 4e       | 20 km marche   | 1 h 26 min 53 s |
| 2015 | Championnats d'Europe espoirs | Tallinn        | 12e      | 5 000 m        | 16 min 03 s 18  |
| 2015 | Championnats d'Europe espoirs | Tallinn        | 2e       | 20 km marche   | 1 h 27 min 25 s |
| 2015 | Championnats du monde         | Pékin          | 8e       | 20 km marche   | 1 h 30 min 32 s |
| 2016 | Jeux olympiques               | Rio de Janeiro | 10e      | 20 km marche   | 1 h 30 min 43 s |
| 2017 | Championnats d'Europe espoirs | Bydgoszcz      | 7e       | 20 km marche   | 1 h 34 min 51 s |
| 2017 | Championnats du monde         | Londres        | —        | 20 km marche   | DNF             |
| 2018 | Championnats d'Europe         | Berlin         | 2e       | 20 km marche   | 1 h 27 min 03 s |
| 2019 | Universiade                   | Naples         | 3e       | 20 km marche   | 1 h 35 min 44 s |

## Records
| Épreuve      | Temps           | Lieu   | Date        |
| ------------ | --------------- | ------ | ----------- |
| 20 km marche | 1 h 26 min 53 s | Murcie | 17 mai 2015 |

## Palmarès en cyclisme
- 2013
  -  Championne de République tchèque du contre-la-montre juniors
- 2014
  - 2e du championnat de République tchèque sur route
  - 3e du championnat de République tchèque du contre-la-montre
- 2016
  - 3e du championnat de République tchèque du contre-la-montre